# Tatiana Chamanaïeva
Tatiana Sergueïevna Chamanaïeva (en russe : Татьяна Сергеевна Шаманаева) est une joueuse de volley-ball russe née le 31 mars 1993 à Saratov. Elle mesure 1,89 m et joue au poste de réceptionneuse-attaquante. 

## Clubs
| Club              | De        | À         |
| ----------------- | --------- | --------- |
| Proton Balakovo-2 | 2002-2003 | 2009-2010 |
| Proton Balakovo   | 2010-2011 | 2014-2015 |
| VK Primorotchka   | 2015-2016 | 2016-2017 |
| VK Toulitsa Toula | 2017-2018 | …         |